# 蒂萨久洛哈佐
蒂萨久洛哈佐（匈牙利語：Tiszagyulaháza）是匈牙利豪伊杜-比豪尔州所辖的一个村。总面积20.78平方公里，总人口730，人口密度35.1人/平方公里（2011年1月1日）。